# Eugen Glombig

Bundestagsabgeordneter Eugen Glombig um 1980

Eugen Glombig (* 23. Januar 1924 in Hamburg; † 31. Oktober 2004 in Kiel) war ein deutscher Politiker (SPD).
Er war von 1983 bis 1987 Vorsitzender des Ausschusses für Arbeit und Sozialordnung des Deutschen Bundestages.

## Leben und Beruf

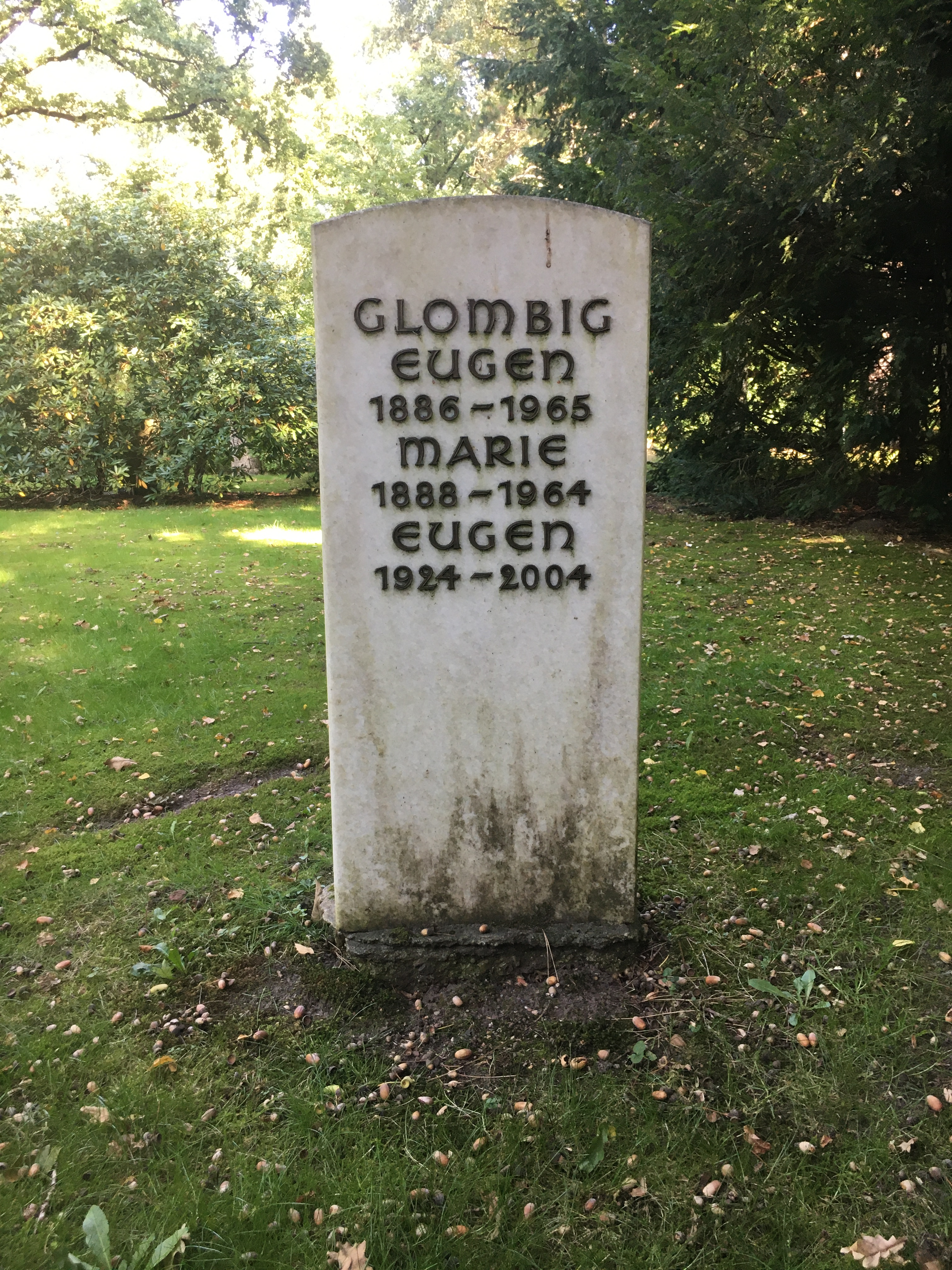
Grabstätte auf dem Friedhof Ohlsdorf

Eugen Glombig wuchs in einfachen Verhältnissen auf. Sein Vater war Hafenarbeiter, der Mühe hatte, die Familie mit sechs Kindern zu ernähren. Mit zwei Jahren erkrankte Eugen Glombig an spinaler Kinderlähmung. Er blieb behindert und ging zeitlebens schwer an zwei Stöcken. Trotz der Schwierigkeiten erlangte er die Mittlere Reife – für Behinderte seinerzeit ungewöhnlich. Von 1940 bis 1942 absolvierte er eine Lehre bei einer Ersatzkasse. Anschließend war er bis 1945 dort leitender Angestellter. Nach dem Zweiten Weltkrieg arbeitete er zunächst beim Einwohnermeldeamt in Hamburg und war anschließend 1947/48 Mitarbeiter der britischen Militärregierung in der Hansestadt. Von 1948 bis 1969 war er als Fachreferent für Sozialrecht in der Bundeszentrale des Reichsbundes der Kriegsopfer, Behinderten, Sozialrentner und Hinterbliebenen tätig.
Sein sozialer Hintergrund dürfte prägend für sein späteres politisches Wirken gewesen sein.
Eugen Glombig verstarb im Alter von 80 Jahren und wurde auf dem Hamburger Friedhof Ohlsdorf beigesetzt. Die Grabstätte liegt im Planquadrat Bw 63 westlich von Kapelle 11.

## Partei
Glombig trat 1949 der SPD bei. Zeitweise war er stellvertretender Vorsitzender des Kreisverbandes Hamburg-Mitte.

## Abgeordneter
Glombig gehörte von 1957 bis zur Mandatsniederlegung am 29. Januar 1962 der Hamburgischen Bürgerschaft an.
Am 25. Januar 1962 rückte er für den ausgeschiedenen Abgeordneten Helmut Schmidt in den Deutschen Bundestag nach und war anschließend bis 1980 Mitglied des Deutschen Bundestages. 1979 kandidierte der Publizist Freimut Duve innerparteilich um die Aufstellung als Direkt-Wahlkandidat für den nächsten Bundestag gegen den Sozialexperten und gewann mit einer Stimme Vorsprung. Glombig konnte trotz des schlechteren Listenplatzes schon am 18. Dezember 1980 als Nachrücker für Alfons Pawelczyk erneut in den Bundestag einziehen. Er war von 1972 bis 1983 Vorsitzender des Arbeitskreises IV Sozialpolitik der SPD-Bundestagsfraktion und von 1983 bis 1987 Vorsitzender des Bundestagsausschusses für Arbeit und Sozialordnung. 

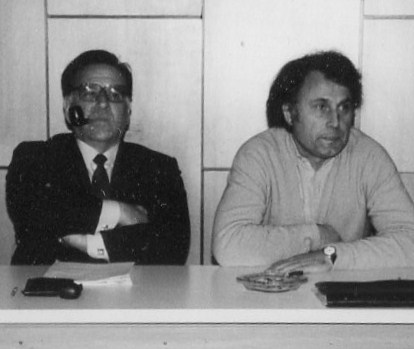
Waren innerparteiliche Gegenkandidaten: Eugen Glombig und Freimut Duve

Eugen Glombig ist 1962 und 1980 über die Landesliste Hamburg, 1983 als direkt gewählter Abgeordneter des Wahlkreises Hamburg-Wandsbek und sonst stets als direkt gewählter Abgeordneter des Wahlkreises Hamburg-Mitte in den Bundestag eingezogen.

## Öffentliche Ämter
1988 wurde Glombig in Schleswig-Holstein zum ersten Bürgerbeauftragten für soziale Angelegenheiten (Ombudsmann) in einem deutschen Bundesland ernannt. Er übte dieses Amt bis 1993 aus. Gleichzeitig war er Landesbeauftragter für Behinderte.